# ＃声だけ天使
『#声だけ天使』（こえだけてんし）は、2018年1月15日よりAbemaTVで配信されているドラマ。全10回。AbemaTVでは初の完全オリジナル連続ドラマとなる。1話約60分。

## 概要
AbemaTVが初めて制作する完全オリジナルドラマ。AbemaTVでは2017年10月期に朝日放送との共同制作ドラマ『ハケンのキャバ嬢・彩華』を配信するなど、独自ドラマの制作に徐々に進出していたが、今回初めて完全独自制作に挑むことになった。番組制作費は地上波テレビ放送の連続ドラマ並みの約3億円を投じる。
脚本は横内謙介、監督は尾形竜太を起用。一方で出演者については監督の尾形の意向で、主演の亀田侑樹をはじめ全員をオーディションで選び、結果として比較的無名な俳優が並ぶことになった。半面、脇を固める俳優陣には馬場良馬や立石晴香ら特撮経験者。声優・菅沼久義、演技派セクシー女優の白石茉莉奈など経験豊かな面々を配置。毎週有名声優も出演する。
ReNの歌う主題歌「Aurora」は本作のための書き下ろし。ドラマと同じく1月15日にiTunes Storeなどで配信リリース。
2017年12月18日・19日には都内で第1話試写会が行われた。

## 脚本
AbemaTV・藤田晋から横内謙介に脚本依頼があり、そこから制作がスタート。声優志望の若者の物語にするというのは扉座を通して俳優養成所を行う横内の持ち込みアイディア。近年声優養成所を経て入所する座員が増えたために興味を持ち、リサーチをかけてきたことが活きたという。主要キャストのセリフはたびたび有名アニメの名言を引用している。
横内は声優や演劇を舞台にした群像劇というトレンドを組み合わせた外郭ゆえに、骨格は「眠り姫を救出に向かう王子様の物語」をモチーフにしたシンプルなものにしたという。

## あらすじ
時は空前の声優ブーム。老舗の専門学校「池袋文化学園」でも声優育成コースが新設され、声優を目指し足掻く若者たちの姿があった。声がいいわけでも芝居がうまいわけでもない主人公ケンゾウは、同じ志を持つ同級生4人と組み、“声で稼ぐ”という夢のため、ユーザーのリクエストに声で応えるウェブサービス「イケてるボイスサービス（仮）」を立ち上げる。
しかし自分だけ一件もリクエストが来ない状況にケンゾウは苛立ちを見せ、ようやく到着したオーダーの相手が気になり、ユーザーと直接コンタクトをとってはならないという鉄の掟を破ってしまう。
一方、「イケてるボイスサービス（仮）」メンバーもそれぞれの壁に当たっていた。テラさんは妻子から離婚を突き付けられ、自宅マンションを含む財産の受け渡しを弁護士を通じて言い渡される。茜は幾度もオーディションを受けるが不合格。しのぶは「イケボイ」を通じて私設ファンクラブができるなど意図しない人気が出てしまう。シンジはあけっぴろげなケンゾウの姿勢に胸を打たれ、カミングアウトする勇気を得る。そしてユーザーであったさくらも「イケボイ」との出会いを境に、自らの過去と向き合う決意を固めるのだった。

## 登場人物

### イケてるボイスサービス（仮）
演劇全般をカバーする専門学校「池袋文化学園」に突然できた声優学科生徒で結成されたグループ、およびインターネットサービス名。演技力、表現力を鍛えるため当面は無料で運営。実名を使わない、利用者と会わないなどの掟が設けられている。略称は「イケボイ」。
岸田建造
演 - 亀田侑樹
主人公。愛媛から声優に憧れ上京してきた。演技がうまいわけではない単細胞だが、声優界を変えると豪語。タバコ屋の2階に下宿している。顔でオーディションを落とされることに納得がいかず、声で稼ぐため、「イケてるボイスサービス」を結成。リーダーを務める。父は大工で聴覚障碍者。喧嘩札を彫るのが得意で常に首から下げている。「イケボイ」では「まごころ王子」を名乗る。
もっぱら下の名前で呼ばれ、あらすじ紹介などでは「ケンゾウ」表記。信二からは「ゾウくん」、茜からは「岸田」と呼ばれる。
バックボーン設定において童貞か童貞でないかがスタッフ間で話しあわれ、「経験はあってもリアルが充実してない」人物像が描かれている。
長友信二
演 - 佐久本宝
筋金入りのアニヲタ・コミュ障・引きこもり。すぐにおなかが痛くなる。声をかけてきたのがケンゾウだけだったため友人となる。「イケボイ」では各キャラクターのデザインを受け持ち、弟キャラの「バカ☆シン」を演じる。
小森茜
演 - 松本妃代
ボーイッシュな声を得意とするサディスティック少女。演技力に定評があり、ショートカットで顔も整っているが毒針ドS。「イケボイ」では“男声”として参加し、「カイト」を演じる。
寺本武文
演 - 久ヶ沢徹
元エリートエンジニアで離婚調停間近の45歳。通称、テラさん。会社を辞めて声優を目指す。自宅の一部を録音スタジオに改装し提供するなど金銭には不自由してない様子。「イケボイ」ではプログラム全般を受け持ち、熱血キャラ「デラ隊長」を担当。
葛原しのぶ
演 - 山口景子
かつてはアイドル志望だったロリ声の不気味なおばさん。経歴と年齢は不詳。高所は恐怖症。声の仕事にルックスは関係ないという点でケンゾウに共鳴する。「イケボイ」のひな形となるサービスを個人で立ち上げていた。
「イケボイ」では引き続き魔法少女「しーちゃん」を演じる。

### その他登場人物
安西さくら
演 - 仁村紗和（幼少時：狩野海音）
ヒロイン。「イケてるボイスサービス」利用者。ケンゾウに一目惚れされる。過去に闇を抱え、何かを乗り越えようとしている。
小此木理恵
演 - 清水葉月
さくらの友人。恋におせっかいなお嬢様。他人の恋物語にドキドキする性分。
寺本君江
演 - 長内映里香
寺本の正妻。夫が仕事を辞め声優学校に通いだしたことを理解できず、離婚協議中。久々に自宅に帰った際に、タオル一枚のしのぶと出くわしてしまう。
ハル◇ビッグユニット
演 - 柿本光太郎
頼りになるゲイボーイ。理恵行きつけのゲイバー店員。居酒屋勤務のだいすけと交際中。
三澤貴之
演 - 馬場良馬
イケメン。さくらを恋人に誘う。
江津子
演 - 立石晴香
さくらの過去を知るキャバクラ嬢。美大生で作品制作にいそしむ。
メグミ
演 - 今田美桜
ケンゾウのバイトする居酒屋の人気店員。アニメや漫画には疎い。
アングラ先生
演 - 岡森諦
声優学部の先生。熱血漢で小演劇を主宰。体幹運動や基礎運動を教え、顔の悪い声優志望者（ブサイク村と表現）には小劇場俳優の道を勧める。フルネームは鬼殺詩奇兵（オニゴロシ・キヘイ）で、往年のアングラ演劇界では名優として知られた。
水下先生
演 - 菅沼久義
声優学部の先生。
ガク
演 - 田中雅功（さくらしめじ）
路上ミュージシャンの一人。公式サイトを手作りしていたことでケンゾウに影響を与える。
ヒョウガ
演 - 髙田彪我（さくらしめじ）
路上ミュージシャンの一人。ガクとデュオを組む。
きよ美
演 - 白石茉莉奈
ケンゾウと愛媛のスーパーで一緒に働いていた女性。旦那は遠洋漁業の漁師で、ケンゾウとは不貞の仲。かつて看護師の夢をあきらめたことを後悔しているため、ケンゾウには夢をかなえてほしいと願う。
ロードワーク中の男
演 - 亀田興毅（友情出演）

塩田たばこ店店主
演 - 中原三千代
ケンゾウの下宿するたばこ店店主。
ミクリヤヒカル
演 - 加藤啓（2，6，7）
画家。かつてさくらに絵を教えていた。

### ゲスト
- 声優N・ナレーター - 野沢雅子（1）[13][14]
- 居酒屋の客 - 古川登志夫（1）
- 居酒屋の客 - 柿沼紫乃（1）
- 声優 - 野島健児（1）
- 声優 - 白石涼子（1）
- 声優 - 阿座上洋平（1）
- 声優 - 大和田仁美（1）
- 特別講師：神谷明 - 神谷明（2）[15]
- うだつが上がらない専門学生 - ツベルクリン良平、森川芳樹、菊池良（ネタりかコンテンツ部）（2，5）[16]
- 男 - 大宮将司（2，10）
- だいすけ - 一ノ瀬ワタル（3，6，7，9）
- いい声の人（用務員の男性）[17] - 千葉繁（3）
- 赤ちゃん還りのゆうへいくん - 佐伯新（4，6，7，9，10）
- ラーメン横浜道店主 - 田中真弓（4，5）
- 銭湯の番台（こうちゃん） - 豊永利行（5，6，7）
- 弁護士 - 竹森千人（5，6）
- 絵の先生 - 萬歳光恵（6）
- 銭湯の客 - 野島健児（7）
- ミクリヤの個展受付 - 西郷みゆき（7）
- ミクリヤの秘書ヨシザワ[18] - 片岡礼子（7，8）
- 広井王子 - 広井王子[19]（7）
- 腕を骨折してる患者 - 森久保祥太郎（8）
- 池袋文化学園理事長 - 江原正士（8）[20]
- スマイリー - 平原テツ（9，10）
- ラジオDJ - 緑川光（声の出演）（9）
- エコー - 小野賢章（9）
- リサイクルセンターの査定員 - 内田真礼（10）
- のぼりぼう - 松田賢二（10）

## スタッフ
- 原作・脚本：横内謙介
- 監督：尾形竜太
- プロデューサー：稲葉尚人
- エグゼクティブプロデューサー：藤田晋
- 音楽：平床政治
- キャラクターデザインアートディレクション：柳澤康介
- キャラクターデザイン：ヒラタリョウ、真田ちか、蜜野まこと、モーリー、斉藤むぅ、三代目吉村翼、Amo
- エンドロールバックディレクション：柿本ケンサク、Kevin Bao
- 劇中絵画協力：七戸優、隱丘畫廊 HILLSIDE GALLERY
- 専門学校取材協力：バンタンゲームアカデミー、俳優声優養成所 ヴォイス＆アクターズ道場、総合学園テクノスカレッジ・日本工学院専門学校、東京アニメ・声優学院、ボイスアクターズスクール
- 特別授業講師：山﨑真、桑原敬一、小山真実[21]
- special thanks：見城徹[21]
- 特別協力：扉座、FILM
- 制作プロダクション：角川大映スタジオ
- 製作著作：AbemaTV

## 音楽

### 主題歌
- ReN「Aurora」（booost music）[22]

### 挿入歌
- ReN「Lights」（booost music）

### 劇中歌
- さくらしめじ「みちくさこうしんきょく」（SDR）
- 「LOVEマシーン」作詞作曲：つんく、オリジナル振付：夏まゆみ（第10回）

## 配信リスト
| 配信開始日    | 話数   | サブタイトル   | 時間 | 特記 |
| ------------- | ------ | -------------- | ---- | ---- |
| 2018年1月15日 | 第1話  | 運命の出会い?  | 62分 |      |
| 1月22日       | 第2話  | 裸の自分       | 44分 |      |
| 1月29日       | 第3話  | 彼女達の傷と闇 | 50分 |      |
| 2月5日        | 第4話  | 一歩前へ       | 47分 |      |
| 2月12日       | 第5話  | 僕たちの使命   | 43分 |      |
| 2月19日       | 第6話  | 声だけ…        | 55分 |      |
| 2月26日       | 第7話  | 現実は残酷     | 51分 |      |
| 3月5日        | 第8話  | 過去との決別   | 51分 |      |
| 3月12日       | 第9話  | 声の力         | 51分 |      |
| 3月19日       | 第10回 | 旅立ちの夜     | 58分 |      |

## 特別番組
本作の配信に先立ち、関連番組として『「#声だけ天使」放送直前SP! ドラマに出ていない私達が本音で言わせてもらいます!』が配信された。ナレーターは千葉繁。

### キャスト

#### MC
- スピードワゴン

#### パネラー
- 堀江貴文
- りゅうちぇる
- 今井華
- 菅本裕子
- 田村睦心
- 福緒唯

#### VTR出演
- 亀田大毅
- コトブキツカサ

## 関連商品
- イケてるボイスサービス（仮） - 2017年1月16日から実際のiPhone、Androidアプリとして配信[24]。